# 黃學裘
黃學裘（1480年—1522年），字本冶、又字介軒、又字繼甫，廣東廣州府南海縣人，明朝政治人物。

## 生平
黃學裘自小出眾，曾寫下《廣州八景詩》送給姊夫蘇某北行帶到京師，得到時輩稱賞，參與科考有名聲，黃皞說：「我有子繼書香，但從未遇上如此，諸子多年幼，恐怕我老得來不及見證。」父親逝世後讀《禮》三年，正德十一年（1516年）赴考鄉試，做夢進入藩司，看到廣東左布政使方良節準備北上，對他說：「你有家書給父親嗎？」對方回答：「沒有，我當為你報登科之喜。」不久方良節在韶州去世，他稍為自負，秋天果然中舉人；十五年（1520年）會試中副榜，授龍溪教諭，出發時同船有一省察官是鄰鄉神山村人，在船上病故，同船者埋棺於岸側，剩下兒子十餘歲，他就收養帶回家，數月後分出二十金讓他和弟弟等人赴試，在龍溪他以道義教育諸生，取下張堅、鑄淵等名士。漳州人好訴訟，得知他有聲望，若官府不受理都寧願前往學宮求決斷，說：「得公一言而死不憾。」他因此堅持閉戶不見，偶而以理勸諭，到嘉靖元年（1522年）忽然患上痢疾，臨終前依然穿好冠帶接見諸生，拱手而逝，年四十三歲，諸生們都慟哭，湊集錢財處理後事，入祀名宦祠。

## 引用
1. 1 2  民國《花縣志·卷九·人物志》：黃學裘，字本冶，別字介軒，正德丙子科舉人，庚辰科登乙榜進士，公少卓犖不群，文思精進，蚤歲常作《廣州八景詩》送其姊夫蘇某北行帶京師，大為時輩稱賞，游學宮試場屋甚有稱而未達，櫟坡公曰：「吾有子繼書香，而未遇若此，諸子多幼，恐吾老不及見耳。」大夫捐館，讀禮三年，正德丙子當大比，公忽夢入藩司，見左轄方公諱良節者，時公方北上，謂之曰：「爾有家書附尊翁耶？」曰：「無之，吾見當為爾報登科喜矣。」未幾方公道卒於韶，稍自負，是秋果中式，時年三十七矣，試南宮得乙榜，降福建龍溪學教諭，時同舟一省察，乃鄰鄉神山村人，以病故，舟人埋其棺於岸側，一子十餘歲，復欲逐之，公令收養，攜還其家，學俸淡薄，居數月遂分寄二十金與弟等作北試途費，皆人所難也。訓諸生以道義，堂月試自措紙筆激賞之，所取士如張堅、鑄淵等皆一時名士；漳人好訟，既知公有重望，其赴縣不得理者悉趨學宮，求為剖斷，曰：「得公一言而死不憾。」公乃閉戶峻絕，閒以理諭遣之，嘉靖壬子【午】忽得痢疾甚劇，易簀之日尚冠帶見諸生，永訣拱手而逝，得年四十三歲，諸生哭之慟，醵金以襄後事，殯殮且經手不假於人，門生陳主道、魏講裒公實行，眾稱為介軒先生，督學使者高其行誼，祀之名宦。 據採訪册
2. ↑  光緒《龍溪縣志·卷十二·職官》：黃學裘，字繼甫，廣東從化人，正德十六年以舉人為學教諭，正以率人，勤以誨士，待諸生有恩意，貧者濟之，以德行文藝示賞罰，置兩齋椅棹及題科，自名氏費俱出俸餘，學政一新，未久卒於官。